# Moritz Hainebach
Moritz Hainebach (* 10. August 1872 in Indianapolis, Indiana; † 25. November 1941 im Ghetto Kauen, Generalbezirk Litauen) war ein deutscher Violinist sowie ein Geigen- und Klavierlehrer.

## Leben
Über die frühen Jahre Hainebachs ist kaum etwas bekannt. Seit 1910 lebte und arbeitete er in Frankfurt am Main. Er schuf sich einen Namen als Geiger und Musikpädagoge und leitete von 1910 bis 1926 mit der Musikschule Hainebach seine eigene Ausbildungsstätte. Später war Hainebach auch als Lehrer am Brüder Post-Konservatorium tätig.
Als Jude geriet er infolge der „Machtergreifung“ im nationalsozialistischen Deutschland massiv unter Druck. Nach seiner erzwungenen Entlassung gab er bis 1938 nur noch Privatunterricht. Am 22. November 1941 deportierten deutsche Stellen Hainebach via Łódź ins Ghetto des von deutschen Truppen besetzten Kaunas. Dort wurde er kurz nach seiner Ankunft erschossen.